# Fußball-Landesliga Vorderpfalz 1948/49
Die Fußball-Landesliga Vorderpfalz 1948/49 war die vierte Spielzeit der höchsten Amateur-Spielklasse in der Vorderpfalz im Land Rheinland-Pfalz nach dem Zweiten Weltkrieg. Die Landesliga war unterhalb der Gruppe Nord der damaligen 1. Liga Südwest (auch Zonenliga Nord genannt) angesiedelt. Der ASV Landau wurde Vorderpfalzmeister 1949 und stieg in die 1. Liga Südwest auf. Viktoria Herxheim stieg aus der Landesliga ab.

## Abschlusstabelle
| Pl. | Verein                | Sp. | Tore  | Punkte |
| --- | --------------------- | --- | ----- | ------ |
| 01. | ASV Landau            | 22  | 71:32 | 35:90  |
| 02. | TuRa Ludwigshafen     | 22  | 52:21 | 30:14  |
| 03. | FSV Oggersheim        | 22  | 43:31 | 26:18  |
| 04. | VfR Friesenheim       | 22  | 51:39 | 25:19  |
| 05. | FSV Schifferstadt (N) | 22  | 38:47 | 24:20  |
| 06. | ASV Hochfeld          | 22  | 42:39 | 22:22  |
| 07. | VfL Rheingönheim      | 21  | 40:39 | 20:22  |
| 08. | Mundenheimer SpVgg    | 22  | 49:53 | 17:27  |
| 09. | VfR Frankenthal       | 22  | 40:57 | 17:27  |
| 10. | Phönix Bellheim       | 22  | 26:36 | 17:27  |
| 11. | TuS Jockgrim          | 22  | 39:65 | 15:29  |
| 12. | Viktoria Herxheim (N) | 21  | 38:70 | 14:28  |

Das Ergebnis von einem Spiel ist nicht überliefert und wurde in der Tabelle nicht berücksichtigt.